# Agència d'ajuda
Una agència d'ajuda és una organització dedicada a distribuir el que es denomina ajuda externa de tipus no militar. Hi ha arreu del món moltes organitzacions d'ajuda, algunes governamentals com per exemple AusAID (Austràlia), USAID (Estats Units), DFID (Gran Bretanya), AECID (Espanya), EuropeAid (Unió Europea), ECHO (Unió Europea), etc, altres intergovernamentals com per exemple UNDP, i unes altres de tipus privat (Organitzacions no Governamentals, ONG) com per exemple ActionAid, Ducere Foundation, Oxfam, World Vision. El Comitè Internacional de la Creu Roja és l'únic a ser conferit per mandat d'un tractat internacional, per mantenir els anomenats Convenis de Ginebra, etc.
L'ajuda que es brinda bàsicament pot ser subdividida en dues categories : (1) ajuda humanitària (ajuda d'emergència en resposta per exemple a algun tipus de desastre natural), i (2) ajuda al desenvolupament (o ajuda exterior), orientada al fet que els països en dificultats puguin mantenir, en bona part per si sols, un creixement econòmic sostenible a llarg termini, amb l'objectiu de millorar les condicions de vida de la població i reduir la pobresa. Algunes agències d'ajuda manegen els dos aspectes o categories citats, com per exemple EcoCARE Pacific Trust i ADRA).